# Eleni (film)
Eleni – amerykański film fabularny z roku 1985 w reżyserii Petera Yatesa, na motywach wspomnień Nicholasa Gage'a.

## Opis fabuły
Akcja filmu rozgrywa się w Grecji (pierwsze i ostatnie sceny filmu w USA). Film opowiada historię greckiej rodziny ze wsi Lia. Tytułowa bohaterka, nazywana we wsi „Amerikana” z uwagi na męża-emigranta przebywającego w USA decyduje się pomóc nauczycielowi-komuniście Spirosowi, krewnemu jej przyjaciółki. Kolejne spotkanie ze Spirosem następuje w czasie wojny domowej (1946-1949), kiedy oddziały komunistyczne zajmują wieś Lia i tworzą tam swoją bazę. Dom Eleni zostaje zarekwirowany, ona sama pozbawiona córki (zabranej do wojska) i środków do życia. Ucieczka jej rodziny zagrożonej wywiezieniem do „wolnej strefy” powoduje uwięzienie Eleni i skazanie jej na śmierć. Po latach, jej syn Nick powraca do Grecji, aby odszukać zabójców swojej matki. Poprzez wizytę w archiwach Bratysławy i rozmowy ze świadkami dociera do Katisa, który w przeszłości przewodniczył obradom sądu i doprowadził do skazania jego matki. W filmie przedstawiono jeden z najbardziej dramatycznych epizodów wojny domowej – zabranie i wywiezienie dzieci greckich do krajów komunistycznych.

## Obsada
- Kate Nelligan – Eleni
- John Malkovich – Nick Gage
- Linda Hunt – Katina
- Oliver Cotton – Katis
- Ronald Pickup – Spiro
- Dimitra Arliss – Ana
- Andrea Laskari – Nikola
- Rosalie Crutchley – Babka